# Ботчинский заповедник
Ботчинский государственный природный заповедник — создан 25 мая 1994 года на базе местного одноименного заказника.
Заповедник расположен в Хабаровском крае, в бассейне реки Ботчи Советско-Гаванского района.
Общая площадь — 267 380 га. Площадь охранной зоны — 81 000 га.
Рельеф территории заповедника горный, с преобладанием высот от 600 до 1000 метров над уровнем моря.

## Флора и фауна
Ботчинский заповедник является самым северным местом постоянного обитания амурского тигра.
Животный мир представлен млекопитающими — 42 вида, птицами — 200 видов, по 4 вида земноводных и пресмыкающихся, 14 видов рыб. Из беспозвоночных животных лучше всего исследованы чешуекрылые (более 1100 видов).
В заповеднике расположено местонахождение ископаемой верхнетретичной флоры, представленной окаменелыми отпечатками листьев древесных растений.